# Фаррелл, Перри
Перри Фаррелл (англ. Perry Farrell, настоящее имя Перец Бернштейн, англ. Peretz Bernstein; 29 марта 1959, Нью-Йорк) — американский певец, фронтмен рок-группы Jane's Addiction. Создатель фестиваля Lollapalooza (изначально в качестве прощального тура для его группы Jane's Addiction в 1991 году, фестиваль с тех пор превратился в ежегодный). Фаррелл продолжает продюсировать Lollapalooza, совместно с агентством Уильяма Морриса и C3 Presents. Помимо этого, Фаррелл сформировал рок-группы Porno for Pyros и Satellite Party.

## Биография
Фаррелл родился в Квинсе (Нью-Йорк), в еврейской семье. Он провел детство в Вудмире (англ. Woodmere), на Лонг-Айленде, и переехал в Майами, в юности. Его отец был ювелиром, мать была художником, она покончила жизнь самоубийством, когда Фарреллу было три года, это событие было отмечено в одной из песен Jane's Addiction, «Then She Did».
Среди его первых музыкальных пристрастий, были: The Beatles, The Rolling Stones, Led Zeppelin, Слай Стоун и Джеймс Браун. Вскоре после этого он открыл для себя музыку Дэвида Боуи, Игги Попа и Лу Рида. В начале 1980-х, после окончания средней школы, Фаррел переехал в Калифорнию, чтобы жить как сёрфингист, он жил в своей машине и зарабатывал деньги на стройках и работая официантом. Фарелла можно увидеть занимающемся сёрфингом по всему миру, особенно на Бали, в 2001 году.
В 2002 году Фаррелл женился на Этти Лау Фаррелл, профессиональной танцовщице, выступавшей на шоу Jane's Addiction, начиная с тура Relapse Tour 1997 года. Супруги имеют двух сыновей: Хецрона Вольфганга (англ. Hezron Wolfgang) и Айцэдора Браво (англ. Izzadore Bravo). В видео-интервью для Blender Online, Фаррелл говорил о своей жене: «Этти и я работаем вместе с 1997 года. В самый первый раз, когда я увидел её, она вошла и потрясла своим „конским хвостиком“, я сразу нанял её, и влюбился с первого взгляда. Мы путешествуем вместе, и у нас есть общие воспоминания. Другими словами, я ничего не помню, и только она напоминает мне обо всем. Поэтому мы разделяем этот банк памяти. И это не плохо, просыпаться каждый день с такой горячей цыпочкой в кровати». (англ. «Etty and I have been working together since 1997. The very first time I saw her come in and shake her... ponytail, I hired her and I fell in love with her on the spot. We travel together and we have a collective memory. So in another words, I don't remember anything and she just reminds me of everything. So we share this memory bank. And it ain't a bad thing waking up with a hot chick in your bed everyday»).
В своем интервью журналу Rolling Stone музыкант сообщил, что одним из его героев в настоящее время является Любавичский ребе: «Его сочинения и его учение потрясающие. В последнее время я читаю их как сумасшедший». На вопрос, считает ли он себя любавичским хасидом, Фаррелл ответил: «Я не знаю, как вы это называете. Я просто влюблен в это учение. Я учусь почти всю ночь, а сплю не больше трех часов».
Интерес к своему еврейскому происхождению не нов для Фаррела, который связан с еврейской общиной Лос-Анджелеса. В 1999 году он участвовал в фестивале Пуримопалуза и присоединился к публичном зажигании ханукальных свечей в 1998 году, заявив: «Существование Бога доказано существованием верующих в него».

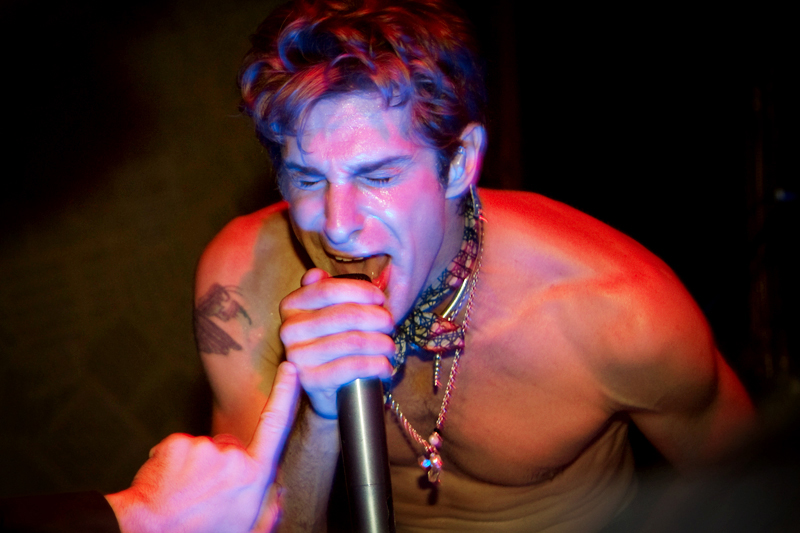
Перри Фаррелл на сцене, 2009 год

## Музыкальная карьера

### Psi Com: 1983—1985
Он стал фронтменом готик-рок-группы «Psi Com» в Лос-Анджелесе, а также путешествовал в большом сообществе музыкантов по окрестностям, включая группы Red Hot Chili Peppers, X, Fishbone и Minutemen. В 1985 году, «Psi Com» распались и Фаррел познакомился с Эриком Эвери через общих знакомых. Они начали репетировать вместе, и вскоре их сотрудничество переросло в первоначальный состав группы Jane's Addiction. Именно в этот период Перец взял себе псевдоним Перри Фаррелл, как игру слов от «периферический» (англ. Perry Farrell - peripheral).

### Jane’s Addiction: 1985—1991
Jane's Addiction сделали себе имя в середине 1980-х годов. Музыканты быстро завоевывали популярность среди публики благодаря экстравагантным шоу в небольшой рок-клубах Лос-Анджелеса, их визитной карточкой стали: высокий вокал Фаррелла и «маниакальные» танцы, неотъемлемой частью концертов были наркотики, пользующиеся популярностью среди зрителей. Jane’s Addiction выпустили три альбома, до первого распада группы: Jane’s Addiction, Nothing's Shocking и Ritual de lo Habitual, последний получил самые хвалебные отзывы. Альбом содержащий би-сайды из материала записанного во время сессий для третьего альбома, получил название «Live and Rare» и был выпущен в Японии.
В 1993 году Фаррелл и его экс-гёрлфренд Кейси Никколи (англ. Casey Niccoli) выпустили фильм под названием «Gift», при участии Jane’s Addiction. Фильм был выпущен компанией Warner Bros..

### Porno for Pyros: 1992—1998
После распада Jane’s Addiction, Фаррел сформировал группу Porno for Pyros с бывшим напарником Стивеном Перкинсом, а также новичками: Питером ДиСтефано на гитаре и Мартином Леноблем на басу. Вместе они выпустили два альбома, «Porno for Pyros» и «Good God’s Urge».
В 1997 году участники Jane’s Addiction собрались вновь, совершив короткое турне, басиста Эрика Эвери заменил Фли из Red Hot Chili Peppers. По окончании Relapse Tour группа выпустила «Kettle Whistle», альбом с раритетными материалом и четырьмя новыми песнями.

### Период альбома 'Strays': 2001—2004
Фарреллу иногда приписывают изменение судьбы фестиваля музыки и искусств в долине Коачелла. После провального первого фестиваля 1999 года, мероприятие не стали проводить на следующий год. В 2001 году было принято решение организовать фестиваль ещё раз, но всего за несколько месяцев до запланированного начала фестиваля, к тому же, ещё не была выбрана группа хедлайнер. Фаррелл, который дружил с организаторами фестиваля, решил возродить группу Jane's Addiction для участия в фестивале, это помогло привлечь публику и позволило фестивалю окупиться, а также приносить прибыль (которой не было в 1999 году). Это послужило началом традиции Coachella, воссоединения по крайней мере одного известного исполнителя каждый год. На сегодняшний день, Фаррелл является единственным исполнителем, который выступал на каждом фестивале Coachella.

Фаррелл снова гастролировал с Jane's Addiction в 2001 и 2003 годах. В 2003 году Jane’s Addiction выпустили альбом «Strays». Он быстро стал одной из самых продаваемых записей в мире, достигнув золотого сертификата в США и серебряного в Великобритании. Они активно гастролировали в Северной Америке и Европе, были хедлайнерами на Lollapalooza, организованным Фарреллом, впервые с 1997 года, а также выступили на фестивалях Big Day Out, в Австралии и Новой Зеландии. Творческие разногласия и личные амбиции участников, вновь привели к расколу группы, в начале 2004 года. Компиляция лучших хитов, изданная после второго распада группы, была выпущена в 2006 году, под названием «Up from the Catacombs – The Best of Jane's Addiction».

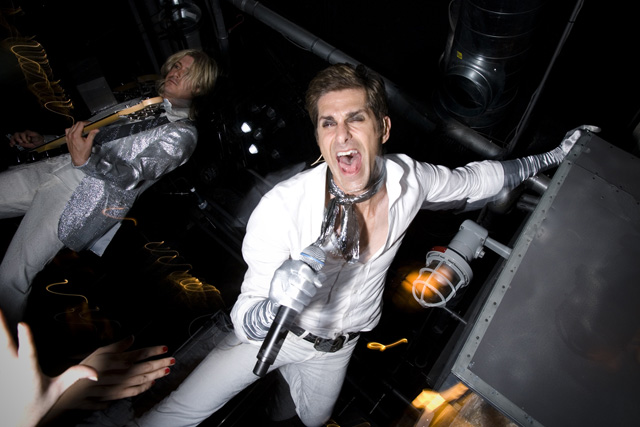
Выступление с «Satellite Party»

### Satellite Party: 2004—2008
В 2004 году Фаррелл создал новую группу, с театральной структурой, под названием «Satellite Party». «Satellite Party» — это концептуальный образ, сюжет которого — история о вымышленной группе музыкантов, называющих себя «Solutionists», которые пытаются изменить мир. Фаррелл придумал проект со своей женой Этти Лау Фаррелл. Этти поет и исполняет свою роль на записи, а также на теаирализованных концертных выступлениях. «Satellite Party» дебютировали в Лос-Анджелесcком Key Club 18 июля 2005, после выступления на Lollapalooza 2005 года, который состоялся в чикагском Грант-парке, 24 июля 2005 года.
Их дебютный альбом, «Ultra Payloaded», был выпущен 29 мая 2007 года, на лейбле Columbia Records, при участием таких артистов, как Джон Фрушанте и Фли из Red Hot Chili Peppers, электронно-танцевальной группы Hybrid, бывшего барабанщика Red Hot Chili Peppers/Pearl Jam Джека Айронса, басиста New Order Питера Хука и Fergie из Black Eyed Peas.
Группа участвовала в фестивале Coachella Valley Music and Arts Festival, 27 апреля 2007 года. 29 июня 2007, группа выступала вместе с Pearl Jam, Kings of Leon и Queens of the Stone Age в Rock Werchter, фестивале в Бельгии. Они выступали на Buzz Beach Ball 3 в Канзас-Сити (автором концерта была местная рок-радиостанция, KRBZ), и на EndFest 16 в Сиэтле.

## Lollapalooza
В 1991 году, перед распадом группы Jane's Addiction, Фаррелл, совместно с Ted Gardener и Marc Geiger, создал фестиваль Lollapalooza, в качестве прощального тура для своей группы. С момента своего создания до 1997 года, и его возрождения в 2003 году фестиваль гастролировал по Северной Америке. В 2004 году организаторы фестиваля решили расширить формат, до двух дней в одно городе, но плохие продажи билетов повлекли отмену фестиваля. В 2005 году Фаррелл и агентство Уильяма Морриса заключили партнёрство c компанией C3 Presents и переделали Lollapalooza в его текущий формат, как фестиваль проходящий в выходные дни, в чикагском Грант-парке. Фаррелл считается «душой» фестиваля, и многими признаётся одним из «крёстных отцов» альтернативной рок музыки.

### Kidzapalooza
В 2005 году музыкальный продюсер Тор Хаймс (англ. Tor Hyams) подошёл к Фарреллу с идеей создания детской сцены, с специальными семейными тарифами на билеты. Фарреллу понравилась эта идея, сцену назвали Kidzapalooza и открыли в том же году, её продюсирует Хаймс и она существует по сей день, среди музыкантов выступавших на этой сцене были: Слэш, Патти Смит, Лиэнн Раймс, а также сам Перри Фаррелл.

### PurimPalooza 2006
В 2006 году Фаррелл организовал концерт Purimpalooza, в честь празднования еврейского праздника Пурима. Это был концерт для всех возрастов и демонстрировал различные еврейские музыкальные коллективы. Концерт проходил в клубе Ruby Skye (Сан-Франциско), среди выступавших групп, были: «Moshav», «Chutzpah» и «Matisyahu».

## Общественная деятельность
В декабре 2001 года Фаррелл полетел в политически неспокойной Судан, с другими членами Международной организации христианской солидарности, чтобы договориться об освобождении суданских рабов. Jane's Addiction пожертвовали свои доходы от одного концерта, для выкупа свыше 2300 человек. Как только соглашение о выкупе было подписано, Фаррел организовал свободные общины в различных местах страны.
Он присоединился к Тому Морелло и Сержу Танкяну, чтобы участвовать в их туре Axis of Justice, с целью собрать деньги для бездомных в Лос-Анджелесе, кроме того, они вместе убирали мусор в девятом районе Нового Орлеана после урагана «Катрина», чтобы помочь местным музыкантам. Они финансировали некоммерческую организацию «Дорога к восстановлению», которая помогает молодёжи, избежать оскорблений на расовой почве. «Он начал танцевать и петь», говорит его коллега; «Я не знал что произойдет дальше, но потом все присоединились к нему. Все танцевали. Даже арабские поисковики присоединялись. Христиане, мусульмане и евреи все танцевали вместе. Арабы, африканцы, американцы и европейцы — все».
31 января 2007 года, Фаррелл встретился с премьер-министром Великобритании Тони Блэром, на Даунинг-стрит 10, чтобы обсудить проблемы глобального потепления. Он подарил Блэру компакт-диск с синглом Satellite Party, «Woman in the Window».
Фаррелл является приверженцем экологичного образа жизни, и планирует выпускать свои дальнейшие записи в цифровом формате.

## Дискография

### Psi Com
- 1985 «Psi Com» (мини-альбом)

### Jane’s Addiction
- 1987 «Jane’s Addiction»
- 1988 «Nothing's Shocking»
- 1990 «Ritual de lo Habitual»
- 1991 «Live and Rare» (Сборник би-сайдов и ремикс композиции «Been Caught Stealing»)
- 1997 «Kettle Whistle» (Сборник концертных записей, демо и неизданного материала)
- 2003 «Strays»
- 2006 «Up From the Catacombs»
- 2009 «A Cabinet of Curiosities» (Бокс-сет)
- 2011 «The Great Escape Artist»

### Porno for Pyros
- 1993 «Porno for Pyros»
- 1996 «Good God's Urge»

### Сольные
- 1999 Rev (Сборник)
- 2001 Song Yet to Be Sung[16]

#### Satellite Party
- 2007 Ultra Payloaded